# I Can’t Stand It
I Can’t Stand It ist ein Rocksong, der von Eric Clapton geschrieben und 1981 auf seinem Album Another Ticket veröffentlicht wurde.

## Rezeption
I Can’t Stand It ist der erste Titel, der Nummer eins der Mainstream Rock Songs Chart belegte. Weiter erreichte die Singleauskopplung Platz 10 der Billboard Hot 100.
Allmusic-Kritiker Matthew Greenwald fand die von Booker T. & the M.G.’s inspirierten Akkordfolgen sowie das Tempo des Stückes gut gewählt. Auf der Website Last.fm wurde der Song über 1,7 Millionen Mal gehört.